# Ješiva
Ješiva (hebrejsko ישיבה - sedenje) je talmudska šola za študente od najstniških do začetka dvajsetih let. Obiskujejo jo naporočeni Judje, oženjeni se tradicionalno preselijo v Kolel.

## Razvoj
Ješive so se razvile iz zgodnjih izraelskih in babilonskih šol. Sodobne se vsebinsko zgledujejo po litovskih iz 19. stoletja in pričetka 20. stoletja. 
Zgodnja hasidijska gibanja so konceptu študija nasprotovala, zaradi česar so ustanovili neodvisne šole. Nastalo je več neodvisnih Ješiv, a so zaradi premalega pomena proučevanja Talmuda s strani drugih judovskih gibanj, zavračane. Danes je študij Ješive mogoč v deželah s številnejšo judovsko skupnostjo: v Izraelu, ZDA, Argentini in na Madžarskem

## Pouk
Študij Talmuda je v judovski kulturi smatran kot verska dolžnost Juda, učenje se zaključi brez uradnih potrdil.
Pouk poteka v paru dveh študentov s skupnim analiziranjem prebranega talmudskega besedila. Med časom študija potekajo predavanja, katera vodi predstojnik šole.

## Potek
Urnik v sledečem razporedu je običajen za šolske študente:
- 7:00 - Jutranji zbor
- 7:30 - Jutranja molitev
- 8:30 - Zasedanje študentov na temo judovskega prava
- 9:00 - Zajtrk
- 9:30 - Jutranji študij Talmuda (prvi del)
- 12:30 - Predavanje lektorja
- 13:30 - Kosilo
- 14:45 - Popoldanska molitev
- 15:00 - Študij judovskih etik
- 15:30 - Popoldanski študij
- 19:00 - Večerja
- 20:00 - Večerni zbor - razprava, predogled dne
- 21:25 - Razprava judovske etike
- 21:45 - Večerna molitev
- 22:00 - Večerni študij (dan na izbiro)

Po opisanem zaporedju poteka med nedeljo in četrtkom. V četrtek zvečer je na nekaterih šolah običajno daljši pouk, ki lahko traja do zgodnjih jutranjih ur. Ob petkih učenje poteka v dopoldanskem času, medtem ko popoldan, zvečer in v soboto praznujejo Šabat.